# David Chambers
David Chambers (* 25. November 1780 in Allentown, Pennsylvania; † 8. August 1864 in Zanesville, Ohio) war ein US-amerikanischer Politiker. Zwischen 1821 und 1823 vertrat er den Bundesstaat Ohio im US-Repräsentantenhaus.

## Werdegang
David Chambers wurde von seinem Vater unterrichtet. Als Jugendlicher war er im Jahr 1794 während der Whiskey-Rebellion Expressreiter im Auftrag von Präsident George Washington. Danach absolvierte er eine Lehre im Druckerhandwerk. Im Jahr 1810 zog er nach Zanesville in Ohio, wo er eine Zeitung gründete. Außerdem wurde er zum Leiter der Staatsdruckerei (State Printer) gewählt. Während des Britisch-Amerikanischen Krieges gehörte er zum Stab von General Lewis Cass. Politisch wurde er Mitglied der Demokratisch-Republikanischen Partei. Nach dem Krieg war er für einige Zeit Bürgermeister von Zanesville. In den Jahren 1814, 1828, 1836 bis 1838, 1841 und 1842 war er Abgeordneter im Repräsentantenhaus von Ohio. 1817 war er bei der Verwaltung des Staatssenats angestellt. Von 1817 bis 1821 arbeitete er in der Verwaltung des Berufungsgerichts im Muskingum County. Im Jahr 1820 kandidierte er noch erfolglos für das US-Repräsentantenhaus.
Bei den Kongresswahlen des Jahres 122 wurde John C. Wright im vierten Wahlbezirk von Ohio in das US-Repräsentantenhaus in Washington, D.C. gewählt, wo er am 4. März 1821 die Nachfolge von Samuel Herrick antreten sollte. Wright verzichtete aber am 3. März, einen Tag vor seinem vorgesehenen Amtsantritt, auf seinen Sitz; zwischen 1823 und 1829 sollte er dann den elften Distrikt Ohios im US-Repräsentantenhaus vertreten. Die fällige Nachwahl gewann David Chambers gewählt, der am 9. Oktober 1821 sein Mandat im Kongress antreten konnte. Da er im Jahr 1822 nicht mehr kandidierte, konnte er dort bis zum 3. März 1823 nur die laufende Legislaturperiode beenden.
In den 1830er Jahren wurde Chambers Mitglied der Whig Party. Zwischen 1843 und 1844 gehörte er dem Senat von Ohio an, dessen Präsident er im Jahr 1844 war. Im Jahr 1850 war er Delegierter auf einem Verfassungskonvent seines Staates. Beruflich arbeitete er bis 1856 in der Landwirtschaft. David Chambers starb am 8. August 1864 in Zanesville, wo er auch beigesetzt wurde.